# Calendrier arménien
Le calendrier arménien est un calendrier traditionnel originaire d'Arménie. C'est un calendrier solaire basé sur le même système que le calendrier de l'Égypte antique, ayant une année invariante de 365 jours sans année bissextile.
Comme conséquence à cette règle de construction, la correspondance entre ce calendrier et le cycle des saisons de l'année tropique se décale lentement, au rythme approximatif d'un jour tous les 4 ans. 

Par rapport au calendrier julien, la correspondance « initiale » se retrouve au bout de 1461 années de ce calendrier vague de 365 jours.

## Ère
L'an 1 du calendrier arménien commença le 11 juillet 552 du calendrier julien ; et l'an 1462 du calendrier arménien commença le 11 juillet 2012 du calendrier julien(soit le 24 juillet 2012 du calendrier grégorien), marquant ainsi le début du deuxième cycle sothiaque de ce calendrier.
Les années sont usuellement indiquées en numération arménienne, lettres de l'alphabet arménien précédées par l'abréviation ԹՎ pour t’vin "dans l'année" (par exemple : ԹՎ ՌՆԾԵ "dans l'année 1455").

### Dates du Nouvel An arménien
Le tableau ci-dessous présente les dates du Nouvel An arménien exprimées dans le calendrier grégorien, sur une période de 20 ans, depuis l'an 1462 du calendrier arménien. Au commencement de son deuxième cycle sothiaque.
| Année arménienne | Date du Nouvel An arménien dans le calendrier grégorien |
| ---------------- | ------------------------------------------------------- |
| 1462             | 24 juillet 2012                                         |
| 1463             | 24 juillet 2013                                         |
| 1464             | 24 juillet 2014                                         |
| 1465             | 24 juillet 2015                                         |
| 1466             | 23 juillet 2016                                         |
| 1467             | 23 juillet 2017                                         |
| 1468             | 23 juillet 2018                                         |
| 1469             | 23 juillet 2019                                         |
| 1470             | 22 juillet 2020                                         |
| 1471             | 22 juillet 2021                                         |
| 1472             | 22 juillet 2022                                         |
| 1473             | 22 juillet 2023                                         |
| 1474             | 21 juillet 2024                                         |
| 1475             | 21 juillet 2025                                         |
| 1476             | 21 juillet 2026                                         |
| 1477             | 21 juillet 2027                                         |
| 1478             | 20 juillet 2028                                         |
| 1479             | 20 juillet 2029                                         |
| 1480             | 20 juillet 2030                                         |
| 1481             | 20 juillet 2031                                         |
| 1482             | 19 juillet 2032                                         |

## Mois
Le calendrier arménien est composé de 12 mois de 30 jours chacun, plus 5 jours épagomènes.
| N°      | Nom arménien | Translittération de l'arménien | Signification ou origine                   |
| ------- | ------------ | ------------------------------ | ------------------------------------------ |
| 1       | նաւասարդ     | nawasard /navasaɾd/            | nouvel an (avestique)                      |
| 2       | հոռի         | hoṙi /hɔri/                    | du géorgien ორი (ori) signifiant "deux"    |
| 3       | սահմի        | sahmi /sahmi/                  | du géorgien სამი (sami) signifiant "trois" |
| 4       | տրէ          | trē /tɾɛ/                      | Tir (en), dieu zoroastrien des pluies      |
| 5       | քաղոց        | kʿałocʿ /kʰaʁɔtsʰ/             | mois des récoltes                          |
| 6       | արաց         | aracʿ /aɾatsʰ/                 | mois des moissons                          |
| 7       | մեհեկան      | mehekan /mehekan/              | fête de Mithra                             |
| 8       | արեգ         | areg /aɾeg/                    | mois du Soleil                             |
| 9       | ահեկան       | ahekan /ahekan/                | fête du feu                                |
| 10      | մարերի       | mareri /maɾeɾi/                | milieu de l'année                          |
| 11      | մարգաց       | margacʿ /maɾgatsʰ/             | Vahman, divinité zoroastrienne             |
| 12      | հրոտից       | hroticʿ /hɾɔtitsʰ/             | fravardighan, fête zoroastrienne           |
| [ n 1 ] | աւելեաց      | aweleacʿ /aveleatsʰ/           | redondant, superflu                        |

Note :
1. ↑  Cette période de 5 jours, placée en fin d'année, sont les jours épagomènes.

## Jours
Le calendrier arménien donne des noms aux 30 jours de chaque mois.
| #  | Nom arménien | Translittération      | Signification                                              |
| -- | ------------ | --------------------- | ---------------------------------------------------------- |
| 1  | Արէկ         | Areg /aɾeg/           | soleil                                                     |
| 2  | Հրանդ        | Hrand /hɾand/         | terre et feu                                               |
| 3  | Արամ         | Aram /aɾam/           | Aram, fils de Haik, ancêtre mythique                       |
| 4  | Մարգար       | Margar /maɾgaɾ/       | prophète                                                   |
| 5  | Ահրանկ       | Ahrank’ /ahɾank/      | mi-brûlé                                                   |
| 6  | Մազդեղ       | Mazdeł /mazdeʁ/       |                                                            |
| 7  | Աստղիկ       | Astłik /astʁik/       | Astghik, déesse de l'amour                                 |
| 8  | Միհր         | Mihr /mihɾ/           | Mithra                                                     |
| 9  | Ձոպաբեր      | Jopaber /dzɔpabeɾ/    | tumultueux                                                 |
| 10 | Մուրց        | Murç /muɾtsʰ/         | triomphe                                                   |
| 11 | Երեզկան      | Erezkan /jeɾezkan/    | hermite                                                    |
| 12 | Անի          | Ani /ani/             | Ani, ancienne capitale                                     |
| 13 | Փարաքար      | Parakhar /pʰaɾakʰar/  |                                                            |
| 14 | Վանատ        | Vanat /vanat/         | réfectionnaire d’un monastère                              |
| 15 | Արամազդ      | Aramazd /aɾamazd/     | Ahura Mazda, dieu zoroastrien                              |
| 16 | Մանի         | Mani /mani/           | commencement                                               |
| 17 | Ասակ         | Asak /asak/           | sans commencement                                          |
| 18 | Մասիս        | Masis /masis/         | autre nom du mont Ararat                                   |
| 19 | Անահիտ       | Anahit /anahit/       | Anahita, déesse zoroastrienne                              |
| 20 | Արագած       | Aragats /aɾagats/     | volcan Aragats                                             |
| 21 | Գորգոր       | Gorgor /gɔɾgɔɾ/       | nom d'une montagne                                         |
| 22 | Կորդվիկ      | Kordvik /kɔɾdvik/     | ancienne province arménienne                               |
| 23 | Ծմակ         | Tsmak /tsmak/         | vent d'est                                                 |
| 24 | Լուսնակ      | Lusnak /lusnak/       | demi-lune                                                  |
| 25 | Ցրոն         | Tsrōn /tsʰɾɔn/        | dispersion                                                 |
| 26 | Նպատ         | Npat /npat/           | Apam Napat, dieu de l'eau                                  |
| 27 | Վահագն       | Vahagn /vahagn/       | Vahagn, dieu du feu, équivalent du dieu zoroastrien Vahrām |
| 28 | Սիմ          | Sim /sim/             | nom d'une montagne                                         |
| 29 | Վարագ        | Varag /vaɾag/         | nom d'une montagne                                         |
| 30 | Գիշերավար    | Gišeravar /giʃeɾavaɾ/ | l'étoile du soir                                           |